# Теоретична хімія
Теорети́чна хі́мія — розділ хімії, що використовує методи фізики для передбачення хімічних явищ. Останніми роками, теоретична хімія переважно складається з квантової хімії, тобто застосування квантової механіки до хімічних задач. Теоретична хімія може бути умовно поділена на частини, що вивчають електронну структуру, динаміку та статистичну механіку. Під час розв'язку задачі передбачення хімічної реакційної здатності, всі ці частини можуть бути застосовані різною мірою. Серед інших "змішаних" дослідницьких розділів теоретичної хімії можна виділити використання найсучасніших математичних досягнень до базових галузей дослідження (наприклад, можливість застосування топології до вивчення електронних структур). Останній розділ хімії відноситься до математичної хімії.

## Розділи теоретичної хімії
- Квантова хімія
- Комп'ютерна хімія
  - Математична хімія
  - Обчислювальна хімія
  - Хемоінформатика
- Молекулярна динаміка
- Молекулярна механіка